# Hildegard Hetzer

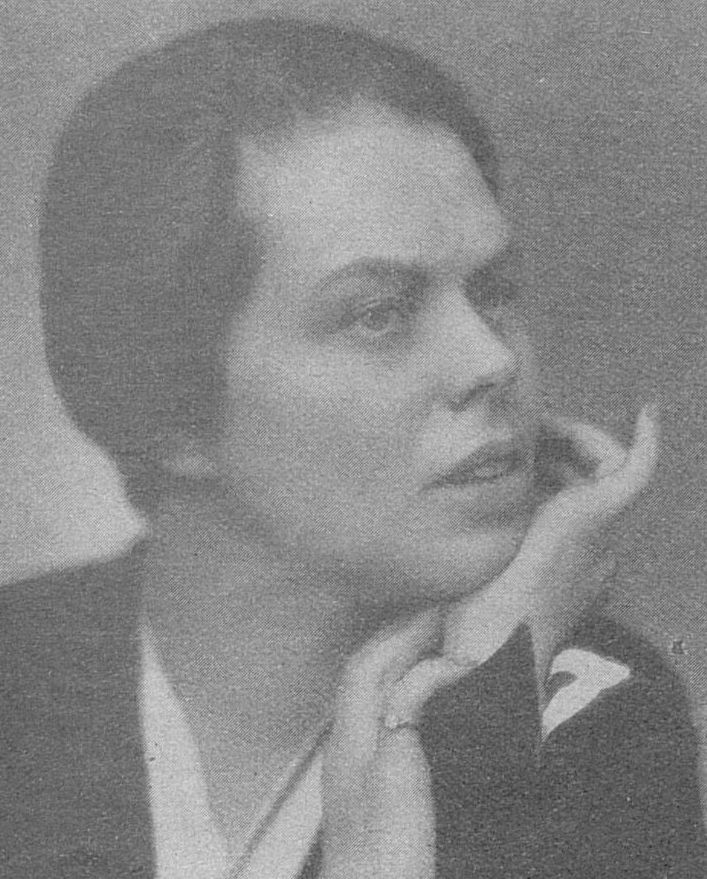
Hildegard Hetzer, um 1931

Hildegard Anna Helene Hetzer (* 9. Juni 1899 in Wien, Österreich-Ungarn; † 12. August 1991 in Gießen) war eine österreichische Psychologin und Professorin für Psychologie an der Hochschule für Erziehung Gießen. 

## Leben
Hildegard Hetzer war die älteste dreier Töchter des Rechtsanwalts Friedrich Hetzer und seiner Frau Margarete. Sie besuchte zunächst eine evangelische Privatschule, anschließend ein humanistisches Gymnasium in Wien. 1919 legte sie ihre Matura ab und ließ sich danach zur Fürsorgerin (Examen als „Volkspflegerin“) ausbilden. Ab 1922 arbeitete sie als Betreuerin in einem Kinderhort („Hortnerin“). Nachdem Karl Bühler an die Universität Wien berufen worden war und auch seine Frau Charlotte Bühler mit ihren kinderpsychologischen Untersuchungen angefangen hatte, begann Hetzer ihr Psychologiestudium in der Hoffnung, Hilfen bei der Bewältigung der Probleme zu finden, mit denen sie in ihrem beruflichen Alltag in einem Proletarierviertel Wiens konfrontiert war. Sie fiel Charlotte Bühler positiv auf und wurde als ihre Assistentin und an der Kinderübernahmestelle der Stadt Wien tätig. 1927 wurde sie zur Doktorin der Philosophie promoviert. Spätere Nachfolgerin von Hetzer wurde die bereits seit 1927 bei Charlotte Bühler arbeitende Lotte Schenk-Danzinger.
Im Jahr 1931 wurde Hetzer als Professorin für Psychologie und Sozialpädagogik an die Pädagogische Akademie nach Elbing (Regierungsbezirk Westpreußen) berufen, allerdings 1934 aus dem Beamtenverhältnis aufgrund des Gesetzes zur Wiederherstellung des Berufsbeamtentums entlassen. Sie fand danach eine Teilzeitbeschäftigung in Berlin, wo sie in den Jahren 1934 bis 1939 psychologische Gutachterin beim »Verein zum Schutz der Kinder vor Ausnutzung und Misshandlung« sowie bei einem Sonderkindergarten des Jugendamtes für psychisch auffällige Kinder war. Im Jahr 1940 wurde Hetzer als Sachbearbeiterin in die Nationalsozialistische Volkswohlfahrt dienstverpflichtet. 1942 wurde Hildegard Hetzer von der NSV nach Posen (Poznań, Polen) versetzt, kurz darauf, im März 1942, dem Gau-Kinderheim Brockau (Bruczków, Województwo Leszczyńskie, Polen) zugeteilt, wo polnische Kinder zur „Germanisierung“ psychologisch untersucht und „selektiert“ wurden. Ihren eigenen Aussagen nach habe sie nichts von den tatsächlichen Vorgängen in diesem Kinderheim gewusst und sei Mitte Mai 1942 wieder nach Posen zurückversetzt worden. Was sie dort genau tat, ist ungeklärt, doch war sie nach eigenen Aussagen in SS-Umsiedlungslagern tätig und mit „rassisch und erbbiologisch suspekten Kindern“ beschäftigt. Nach eigenen Angaben gab sie sich nicht als Erfüllungsgehilfin des NS-Regimes her und hat, zusammen mit anderen Fürsorgerinnen, polnische Kinder der Verfügungsgewalt der Nazis entzogen. Ihre damalige Tätigkeit bleibt aber umstritten.
Ende 1944 meldete sie sich krank und kam in ein Sanatorium in Ballenstedt in Sachsen-Anhalt; im Herbst 1946 verließ sie die Sowjetische Besatzungszone. Nach dieser längeren Krankheit konnte Hildegard Hetzer 1947 eine Stelle in der Lehrerbildung finden, sie wurde als Professorin an das Pädagogische Institut in Weilburg an der Lahn berufen, wo auch Reinhard Tausch ab 1954 tätig war. Diese Institution zur Volksschullehrerbildung wurde von der hessischen Landesregierung im Jahr 1963 geschlossen. 1950 wurde sie außerplanmäßige, 1953 außerordentliche, 1959 ordentliche Professorin in Weilburg an der Lahn; in den Jahren 1948 bis 1957 hatte sie einen Lehrauftrag für Kinder- und Jugendpsychologie an der Universität Marburg, sie war in führender Stellung am Aufbau von Erziehungsberatungsstellen in Hessen beteiligt. Im Jänner 1961 erhielt sie eine ordentliche Professur für Pädagogische Psychologie an der Hochschule für Erziehung Gießen (ab 1967 zur Universität Gießen gehörig), wo sie bis zu ihrer Emeritierung 1967 und lange Jahre darüber hinaus blieb. Bis zu ihrem 90. Geburtstag hielt sie dort jedes Semester eine zweistündige Vorlesung, die von den Studierenden geschätzt wurde.

## Werk
In ihren ersten Jahren entstanden in Kooperation mit Charlotte Bühler, Lotte Schenk-Danzinger, Gertrud Bien und Lucia Vecerka Studien über das Kinderspiel sowie über Kindheit und Armut. Als Assistentin an der Universität entwickelte sie das erste Inventar der Verhaltensweisen von Kindern im ersten Lebensjahr, ebenso entstanden Materialsammlungen für die Kleinkindertests für das erste bis sechste Lebensjahr. 1935 entwickelte sie gemeinsam mit Wilfrid Zeller den „Wiener Kleinkindertest“, mit dem sie die kindliche Entwicklung normierten. Dadurch erst wurde eine Unterscheidung zwischen „normal“ und „nicht normal“ entwickelten Kindern möglich, was zu einer weiteren Rechtfertigung für Eingriffe in Familien der „unteren“, vielfach benachteiligten Schichten geriet. In der Zeitschrift für Kleinkinderforschung preisen die beiden ihren Test als zeitsparendes Diagnoseinstrument einer effizienten eugenischen Politik. Weiters ist zu lesen:

„Die Gesamtheit muss von sozial-abnormen Persönlichkeiten möglichst freigehalten werden. […] Die Öffentlichkeit ist ebenso daran interessiert, dass von vornherein die Frage beantwortet wird, ob die Maßnahmen sich im gegebenen Falle auch lohnen, damit die öffentlichen Mittel nicht für hoffnungslose Bemühen vertan werden.“

In der Wiener Kinderübernahmestelle wird während der Zeit des Nationalsozialismus mittels Hetzers Kleinkindertest darüber entschieden, ob man den Kindern noch Erziehungsmaßnahmen angedeihen ließ oder ob sie für medizinische Versuche verwendet und umgebracht wurden, denn Folgegutachten wurden oft nur anders formuliert.
Hildegard Hetzer prägte als erste auch den Begriff Hospitalismus, der später mit dem Namen des Psychoanalytikers René Spitz und seinen Studien an Heimkindern in Europa und in den USA verbunden wurde. Später bezogen sich ihre Forschungsarbeiten auf die Themen „Psychisch auffällige Kinder“, „Misshandelte Kinder“, „Kinder aus geschiedenen Ehen“ oder „Geistig-seelische Gesundheit von Kindern“. Ab ihrer Zeit in Weilburg änderten sich ihre Themen in Richtung Schulpsychologie: Schulreife, Legasthenie, Sozialpsychologie der Schulklasse wurden nun von ihr bearbeitet.
Die Studien von Hetzer sind durch Detailreichtum, genaue Strukturierung des Beobachtungsmaterials, anschauliche Darstellung und handlungsbezogene Folgerungen für den Alltag von Erzieherinnen und Eltern gekennzeichnet. In ihrem Stil ähneln sie eher den Berichten von Ethologen als den heutigen quantitativ orientierten entwicklungspsychologischen Arbeiten.
Nach ihrer Emeritierung war Hetzer in vielen Bereichen ehrenamtlich tätig (z. B. im Arbeitsausschuss „Gutes Spielzeug“, in der Lebenshilfe, in der Universität und im Studentenwerk).

## Ehrungen
- Verleihung des Bundesverdienstkreuzes I. Klasse am 4. April 1972 für ihr ehrenamtliches Engagement
- 1979 Ehrendoktorat der Universität Marburg
- 1979 Wilhelm-Wundt-Medaille der Deutschen Gesellschaft für Psychologie
- 1982 Ehrenmitgliedschaft der Deutschen Gesellschaft für Psychologie
- 1984 Ehrenmitgliedschaft des Berufsverbands Deutscher Psychologen

## Schriften (Auswahl)

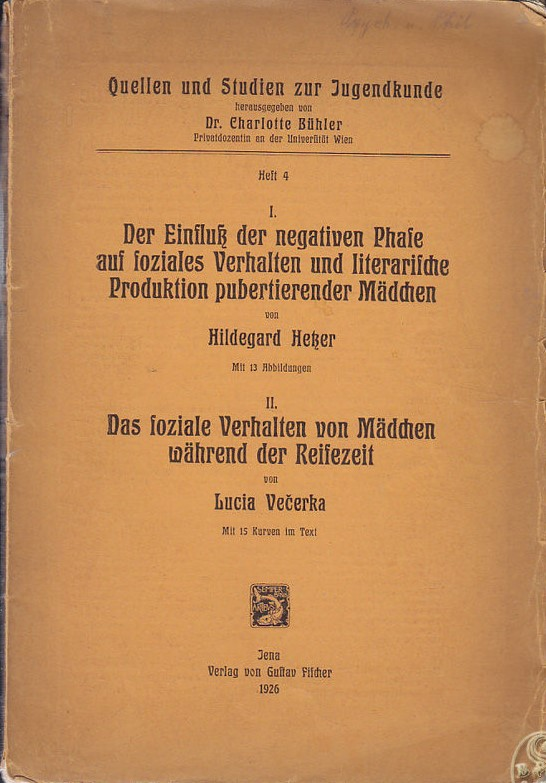
1926

- Die symbolische Darstellung in der frühen Kindheit. Erster Beitrag zur psychologischen Bestimmung der Schulreife. Deutscher Verlag für Jugend und Volk, Wien und Leipzig 1926 (= Wiener Arbeiten zur pädagogischen Psychologie aus dem Psychologischen Institut, Wien; zugleich Dissertation).
- Kindheit und Armut. Psychologische Methoden in Armutsforschung und Armutsbekämpfung. Hirzel, Leipzig 1929 (= Psychologie der Fürsorge. Herausgegeben von Gertrud Bien, Charlotte Bühler und Hildegard Hetzer. Band 1), 2. neubearb. Aufl. 1937.
- mit Charlotte Bühler: Kleinkindertests. Entwicklungstests vom 1. bis 6. Lebensjahr. Barth, Leipzig 1932.
- Psychologische Untersuchung der Konstitution des Kindes. Mit einem Geleitwort von Dr. Wilfried Zeller. Barth, Leipzig 1937.
- Psychologische Begutachtung von Grundschülern. Entwicklungstests für 7–9jährige. Barth, Leipzig 1939.
- Seelische Hygiene – Lebenstüchtige Kinder. 8. Auflage 1947, Verlag „Kleine Kinder“, Lindau (B) 1947.
- Erziehungsfehler. 5. Auflage 1954, Verlag „Kleine Kinder“, Lindau im Bodensee 1954.
- mit Lothar Tent: Der Schulreifetest. Auslesemittel oder Erziehungshilfe. Die Weilburger Testaufgaben zur Gruppenprüfung von Schulanfängern und ihre praktische Anwendung. Piorkowski, Lindau (Bodensee) 1958.
- Eine Psychologie, die dem Menschen nützt. Mein Weg von Wien nach Gießen. Mit einem Vorwort von Lothar Tent und Eberhard Todt. Hogrefe, Göttingen 1988 (Autobiografie).